# Pisarzowice (powiat brzeski)
Pisarzowice – wieś w Polsce położona w województwie opolskim, w powiecie brzeskim, w gminie Lubsza.
W latach 1973–1975 istniała gmina Pisarzowice.
W latach 1975–1998 miejscowość należała administracyjnie do województwa opolskiego.
Przez miejscowość przebiega droga krajowa nr 39 i droga wojewódzka nr 457 Pisarzowice – Opole. W miejscowości znajduje się oddział przedszkolny.